# 17670 Liddell
17670 Liddell (1996 XQ19) là một tiểu hành tinh vành đai chính được phát hiện ngày 8 tháng 12 năm 1996 bởi T. Urata ở Đài thiên văn Nihondaira.